# Leptomydas shach
Leptomydas shach är en tvåvingeart som beskrevs av Semenov 1922. Leptomydas shach ingår i släktet Leptomydas och familjen Mydidae.
Artens utbredningsområde är Iran. Inga underarter finns listade i Catalogue of Life.